# Ataques contra secularistas en Bangladés
Desde 2013, varios escritores seculares, blogueros y editores en Bangladés han sido asesinados o gravemente heridos en ataques perpetrados por extremistas islámicos. Esros episodios de violencia religiosa han tenido lugar en un momento de creciente tensión entre los secularistas de Bangladés, que quieren que el país mantenga su tradición secular de la separación Iglesia-Estado, y los islamistas, que quieren un Estado islámico. Las tensiones también han aumentado por una sentencia del Tribunal de Crímenes de Guerra, que recientemente ha condenado a varios miembros de la opositor partido islamista Jamaat-e-Islami por crímenes cometidos durante la sangrienta guerra de la independencia en 1971. 
Los secularistas (muchos pertenecientes al partido Liga Awami) han estado pidiendo penas más severas para los condenados. La responsabilidad de los ataques contra los seculares desde entonces se han producido han sido reclamada por una serie de grupos militantes incluyendo el grupo terrorista Ansar Bangla, bajo la premisa de que sus víctimas son "ateos" y "enemigos del islam". Cuatro blogueros murieron en 2015, pero solo 4 personas fueron detenidas por los casos de asesinato.